# Varposaari (ö i Kajanaland, Kehys-Kainuu, lat 64,66, long 30,13)
Varposaari är en ö i Finland. Den ligger i Hietajärvi och i kommunen Suomussalmi i den ekonomiska regionen  Kehys-Kainuu  och landskapet Kajanaland, i den östra delen av landet, 600 km nordost om huvudstaden Helsingfors. Öns area är 0,4 hektar och dess största längd är 100 meter i öst-västlig riktning.